# 洛斯奥利沃斯 (洛斯桑托斯省)
洛斯奥利沃斯是巴拿马洛斯桑托斯省洛斯桑托斯区的一个城市，2010年是人口为1,259。 该市2000年时人口为988，1990年时人口为1,149。